# Билчаны (озеро)
Билчаны (также Биличаны, Бильчаны) — проточное озеро в России, располагается на территории Эвенкийского района Красноярского края, к югу от плато Путорана. Площадь водной поверхности — 27,1 км², площадь водосбора — 373 км².
Название озера имеет эвенкийские корни, от слов «била», что означает ковш, таз или широкий котёл и «чаны» — низменность.
Озеро Билчаны представляет собой водоём прямоугольной формы, находящийся на высоте 313 м над уровнем моря. Береговая линия слабо изрезанная, острова отсутствуют. Длина озера — 9,1 км, ширина колеблется от 2,5 км в центральной части до 4,5 км на севере. Максимальная глубина озера — 150 м. Река Билчаннакта впадает в озеро на юге. На северо-западе вытекает река Билчаны (бассейн Нижней Тунгуски). Берега умеренно холмистые, покрытые тайгой на западе и безлесые на востоке. На западе и востоке возвышаются два холма высотой, соответственно 729 и 615 м над уровнем моря. Постоянные населённые пункты на озере отсутствуют.
Код объекта в государственном водном реестре — 17010700411116100002342.